# John Orwin
John Orwin est né le 20 mars 1954 à Bradford en Angleterre.
C’est un ancien joueur de rugby à XV, qui a joué avec l'équipe d'Angleterre, évoluant au poste de deuxième ligne. 

## Carrière
Il a disputé son premier test match le 5 janvier 1985, à l’occasion d’un match contre l'équipe de Roumanie, et le dernier le 12 juin 1988 contre l'Australie lors de la tournée de l'Angleterre en Australie et aux Fidji, dont il est le capitaine.

## Palmarès
- 14 sélections avec l'équipe d'Angleterre, 3 fois capitaine
- Sélections par année : 7 en 1985, 7 en 1988
- Tournois des Cinq Nations disputés : 1985, 1988.